# Национальная библиотека Мали
Национальная библиотека Мали (фр. Bibliothèque nationale du Mali) — публичная библиотека, находится в столице Мали Бамако. Первоначально библиотека была основана Фундаментальным институтом Чёрной Африки (IFAN), подразделением французских колониальных властей, в 1944 году и называлась Национальная библиотека. После обретения страной независимости в 1960-м году библиотека стала называться Правительственной, в дальнейшем она была переименована ещё раз в Национальную библиотеку Мали. В 1968 году библиотека переехала из Уагадугу в Бамако.
Её задачи определяются законом 1984 года:
- Приобретение, сохранение и распространение литературы, касающейся всех сфер человеческой деятельности.
- Содействие в качестве хранителя национального литературного наследия; сохранение и более эффективное использование малийских культурных ценностей.
- Создание и продвижение навыков чтения.
- Принимать участие со всеми учреждениями, а также государственными и частными ассоциациями в акциях по продвижению книг в Республике Мали.

В фонде библиотеки находятся 60000 документов, включая книги (обязательный экземпляр с 1985 года), периодические издания, аудио, видео материалы и компьютерные пособия. Эти документы находятся в свободном доступе на сайте. В здании библиотеки раз в два года проходит также фотовыставка «African Photography Encounters».